# Флака Пруті
Флака Пруті (30 червня 1999) — косовська плавчиня. Учасниця Чемпіонату світу з водних видів спорту 2017, де в попередніх запливах на дистанції 100 метрів вільним стилем посіла 67-ме місце і не потрапила до півфіналів.